# Рютесгайм
Рютесгайм (нім. Rutesheim) — місто в Німеччині, розташоване в землі Баден-Вюртемберг. Підпорядковане адміністративному округу Тюбінген. Входить до складу району Беблінген.
Площа — 16,24 км2. Населення становить 11 056 осіб (станом на 31.12.2022).
Рютесгайм розташований безпосередньо біля шосе 8 (Bundesautobahn 8), за 5 кілометрів від міста Леонберг, за 18 км від міста Штутгарт і лише за 22 км від аеропорту Штутгарта та від нового виставкового центру, за 7 км на захід від міста Гаймсгайм.

## Історія
Рютесгайм вперше згадується в 767 році в грамоті монастиря Лорш.
22 січня 2008 року Рада міністрів вирішила присвоїти поселенню статус міста з 1 липня 2008 року. 26 червня 2008 року прем’єр-міністр Еттінґер урочисто передав цей документ місту.